# カール・フリードリヒ・フィリップ・フォン・マルティウス

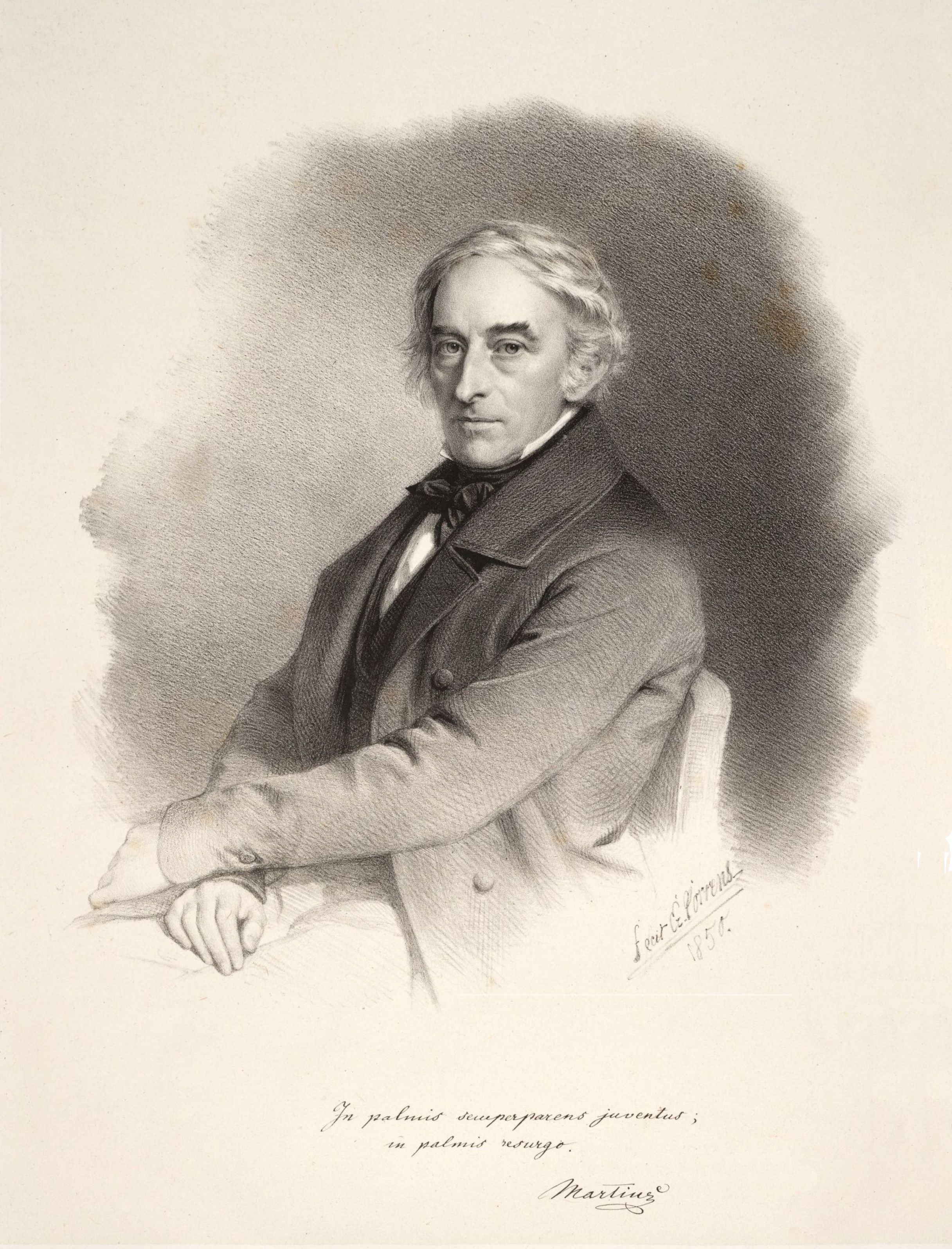
カール・フリードリヒ・フィリップ・フォン・マルティウス

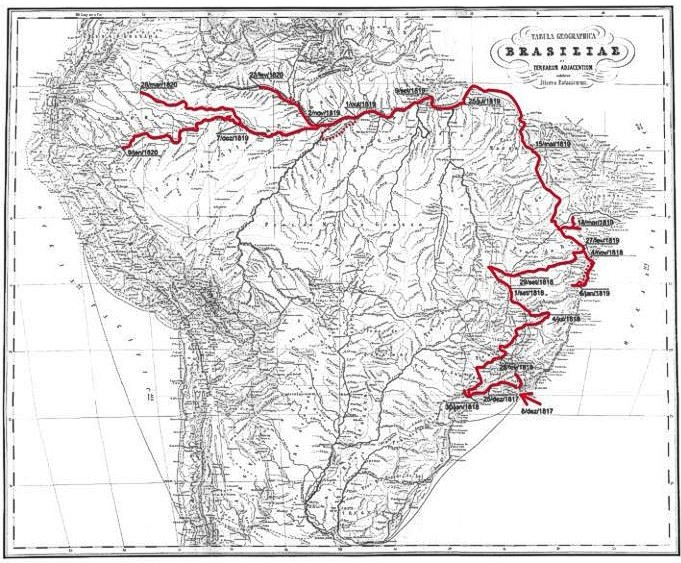
マルティウスとスピックスの旅程(1817-1820)

カール・フリードリヒ・フィリップ・フォン・マルティウス（Carl Friedrich Philipp von Martius、1794年4月17日 - 1868年12月13日）は、ドイツの植物学者である。

## 略歴
エアランゲンに生まれた。1814年にエルランゲン大学を卒業し、大学の植物園の植物目録を作った。その後も植物学の研究を続け、1817年から行われた、オーストリアのブラジル学術探検に参加し、ヨハン・バプチスト・フォン・スピックスとともにブラジル南部、東部を経て、リオデジャネイロからアマゾン川やその支流を遡上し、ブラジル北部のタバティンガまで進んだ。
1820年にヨーロッパに戻ると、ミュンヘン植物園に採用され、ミュンヘン植物標本館（Botanische Staatssammlung München）でも働いた。1826年にミュンヘン大学の植物学の教授となった。ブラジル植物の研究を行い、おおくの記載論文の他に、優れた図版をつけられた、『ブラジルの新種植物』（"Nova Genera et Species Plantarum Brasiliensium":1823–1832, 3 vols)）や『ブラジルの隠花植物図鑑』（ "Icones selectae Plantarum Cryptogamicarum Brasiliensium"1827)）などの著書がある。ブラジルの探検のまとめ1823年から1831年に発表された。主著の『ヤシの自然史』（"Historia naturalis palmarum":1823–1850)）は3巻のフォリオ版の豪華本で、それまで知られていたヤシ類が図とともに解説された 。1840年から『ブラジルの植物』（"Flora Brasiliensis"）の執筆を初め、この著書はマルティウスの没後もアウグスト・アイヒラー、イグナーツ・ウルバンの編集で出版は続けられた。スピックスの集めたブラジルの動物の研究も行い、ヨーロッパでジャガイモの疫病が発生すると1842年に研究論文を発表した。ブラジルの先住民に関する民族学的論文などもある。
マメ科カワラケツメイ連 の属名Martiodendronに献名されている。

## 『ブラジルの植物』（"Flora Brasiliensis"）の図版

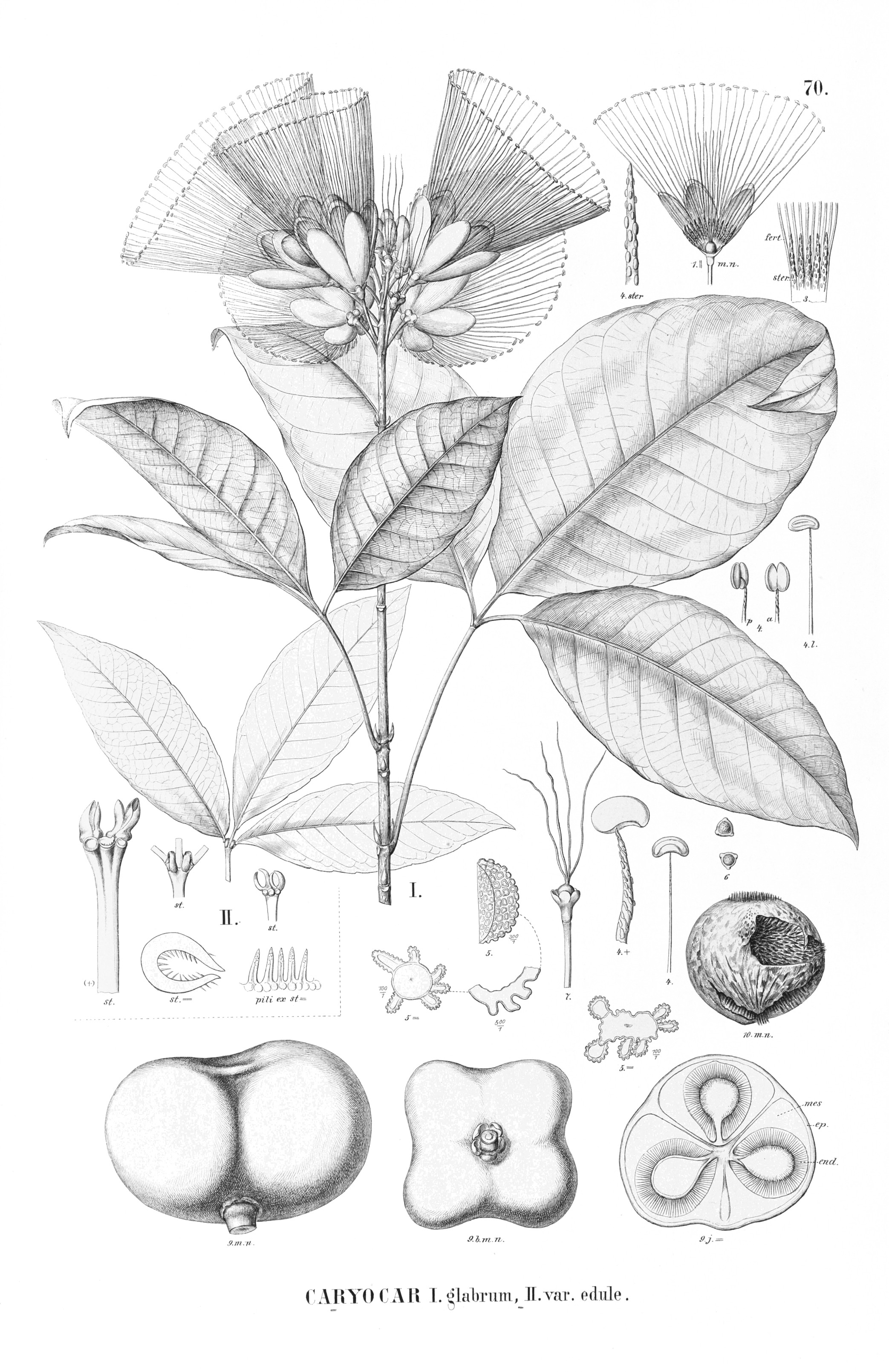
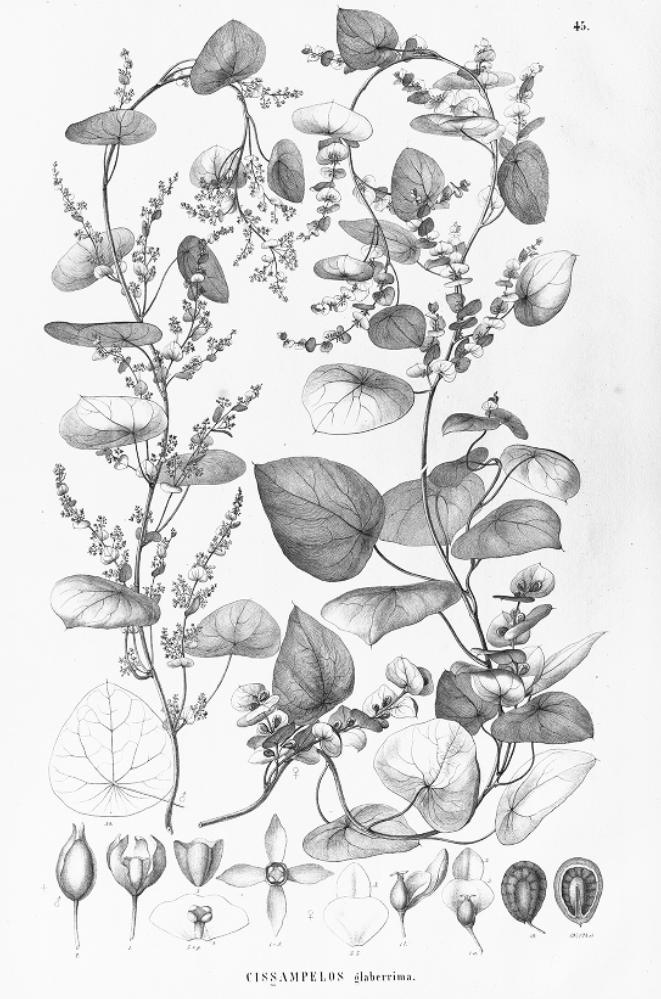
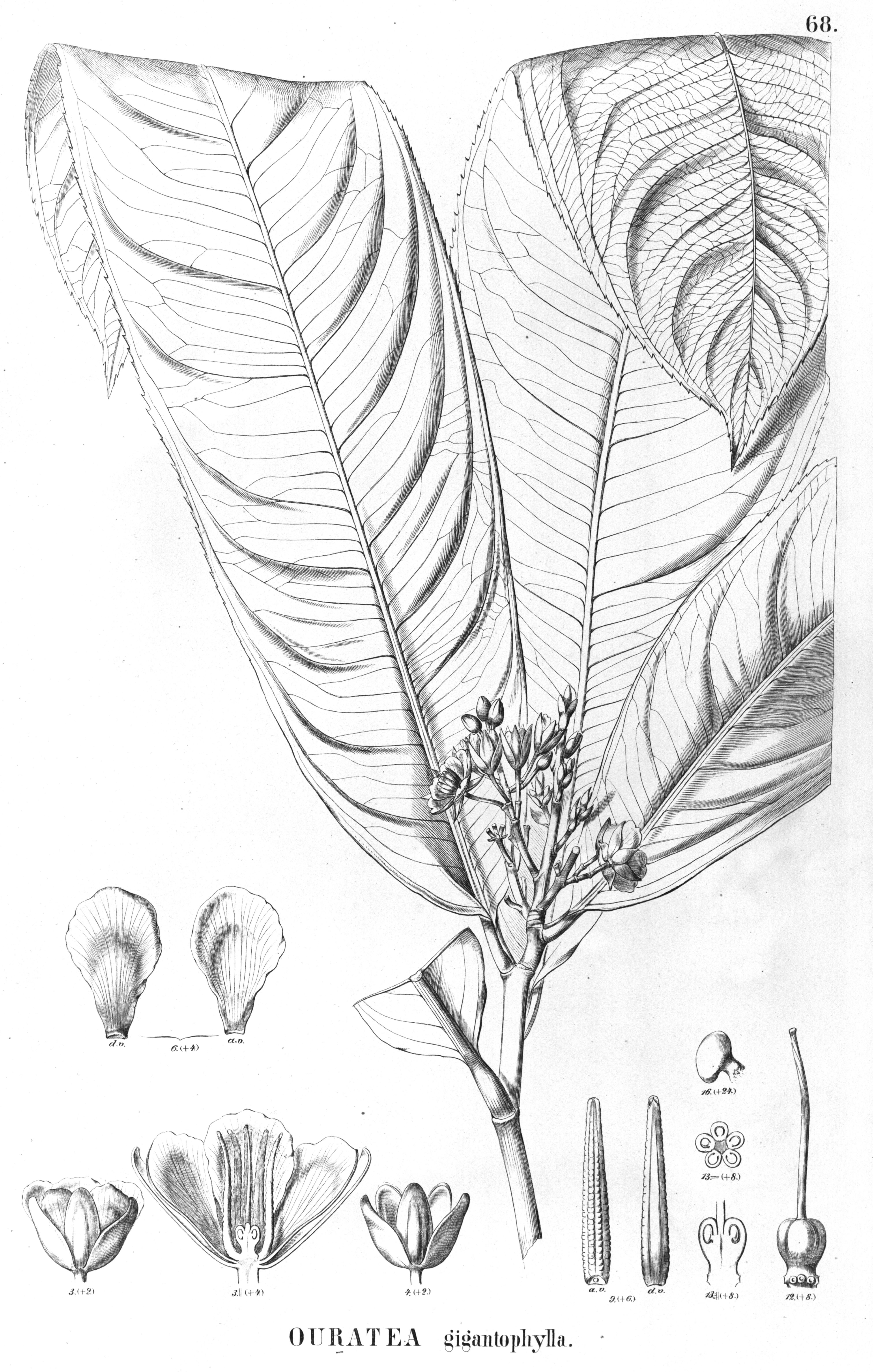
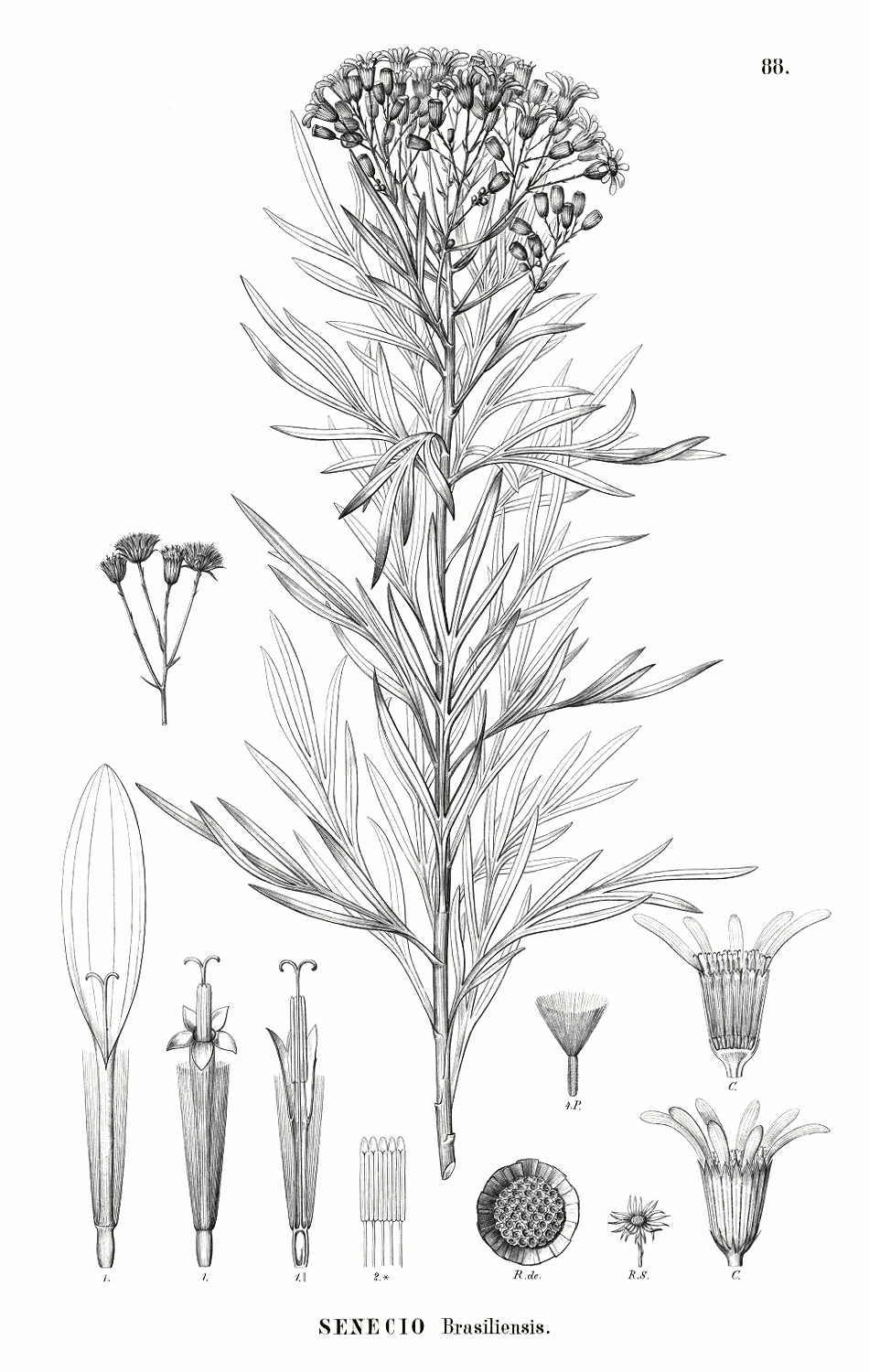
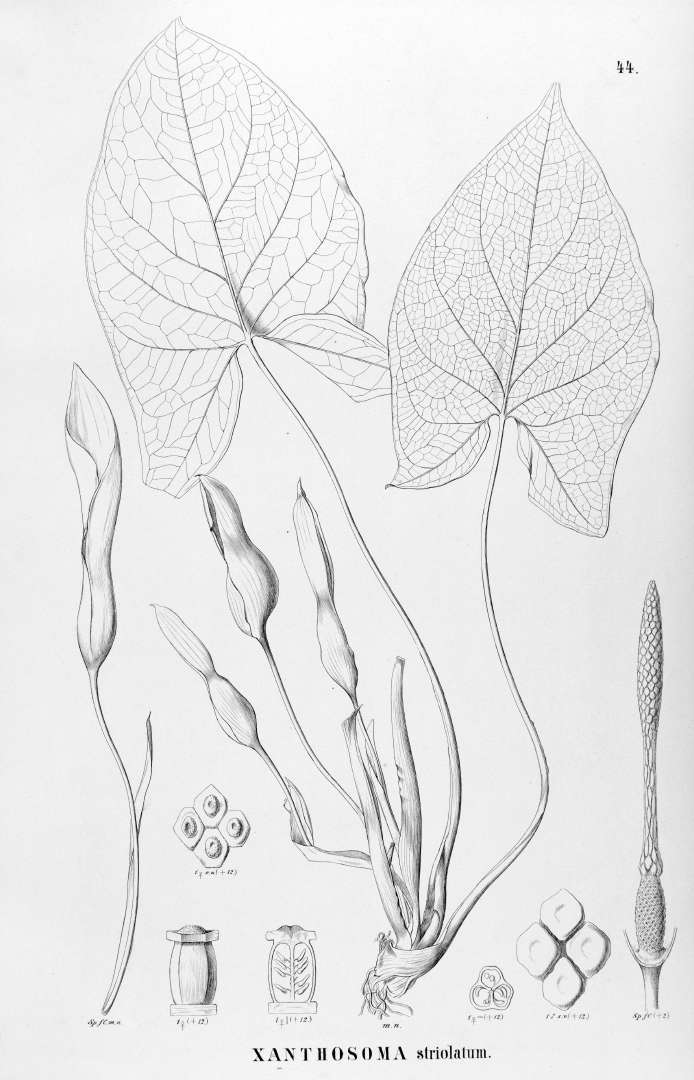

## その他著作
- Versuch einer Monographie der Sennesblätter . Junge, Erlangen 1857 Digital edition University and State Library Düsseldorf
- Goethe und Martius . Nemayer, Mittenwald 1932 Digital edition by the University and State Library Düsseldorf